# Lecomtedoxa biraudii
Lecomtedoxa biraudii – gatunek rośliny należący do rodziny sączyńcowatych. Jest endemitem Gabonu.